# ケンタッキー肉の雨事件
ケンタッキー肉の雨事件（ケンタッキーにくのあめじけん、英：Kentucky meat shower）とは、1876年3月3日、アメリカ合衆国ケンタッキー州バス郡のランキン（Rankin）近郊の91×46メートル（100×50ヤード）四方の範囲に赤身肉の断片が数分にわたって空から降ってきた事件。断片の多くは約5cm（2インチ）の大きさであったが、少なくとも一片が約10cm（3.9インチ）に及ぶものもあった。この現象は当時『サイエンティフィック・アメリカン』や『ニューヨーク・タイムズ』、その他いくつかの出版メディアで報じられた。

## 肉片の特定
肉片は牛肉と思われたが、『サイエンティフィック・アメリカン』の初報によれば、実際に肉片を口にした”2人の紳士”が羊肉か鹿肉であると述べたという。地元の猟師であるB.F.エリントンは肉片を熊肉であるとした。
当初、見つかった”肉片”はレオパルド・ブランダイスの「サニタリアン」誌での記述によってネンジュモと判定された。ブランダイスが詳しい分析のためにニューアーク科学協会へ肉片の標本を送付したところ、アラン・マクレーン・ハミルトン博士による『メディカルレコード』誌への投稿に繋がった。それによると肉片はウマか、ヒトの幼児の肺の組織と断定され、「この内臓の構造がウマとヒトの幼児ではほとんど同じである」とした。この標本の構造は更なる分析によって裏付けがなされ、2つの肉片の標本が肺組織、3つが筋肉、2つが軟骨と断定された。

## 仮説
この現象の解明が多く試みられたが、ブランダイスはこの物質が地表に存在し、雨が降ると透明なゼリー状の固まりに膨張するシアノバクテリアの一種であるネンジュモではないかと考えた。この仮説は肉片は雨と共に降ってきたとする印象を与え続けてきた。一方チャールズ・フォートは1作目の本であるThe Book of the Damnedで当時雨は降っていなかったと指摘した。地元住民に支持されたのは、アメリカハゲタカが肉を吐いたとする説で、これは「仲間が吐くのを見るとすぐさま同じことをする習性があるから」である。L.D.カステンバイン博士は『ルイビルメディカルニュース』（Louisville Medical News）に、肉の種別についてもっともよく説明できる考えとして発表した。ハゲタカは恐れを感じて急に逃げ出すときに肉を吐き出す。フォートは潰れて乾いた見た目の肉塊は圧力の結果だと説明するとともに、この事件の9日後である1876年3月12日にロンドンで"野菜のようなものが付着した"赤い”細胞”が降ってきた事件を付記している。